# Khambhalia
Khambhalia o Jamkhambhaliya (del guyaratí: ખંભાળીયા) es una ciudad de la India en el distrito de Devbhoomi Dwarka, estado de Guyarat.

## Geografía
Se encuentra a una altitud de 49 m s. n. m. a 384 km de la capital estatal, Gandhinagar, en la zona horaria (IST) UTC+05:30.

## Demografía
Según estimación censal de 2011 contaba con una población de 40 059 habitantes.